# María del Mar García Puig
María del Mar García Puig, née le 28 août 1977, est une femme politique espagnole membre de Podemos.
Elle est élue députée de la circonscription de Barcelone lors des élections générales de décembre 2015.

## Biographie

### Vie privée
Elle est mère de deux enfants.

### Études et profession
Maria del Mar Garcia Puig est titulaire d'une licence en philologie anglaise et d'un master en science cognitive et langagière. Elle est éditrice littéraire.

### Carrière politique
Le 20 décembre 2015, elle est élue députée pour Barcelone au Congrès des députés et réélue en 2016.